# Bruck (Neuburg an der Donau)
Bruck ist ein Stadtteil der großen Kreisstadt Neuburg an der Donau im oberbayerischen Landkreis Neuburg-Schrobenhausen. 
Zur Gemarkung Bruck gehören die vier Ortsteile Bruck, Maxweiler, Rothheim und Rohrenfeld.

## Geschichte

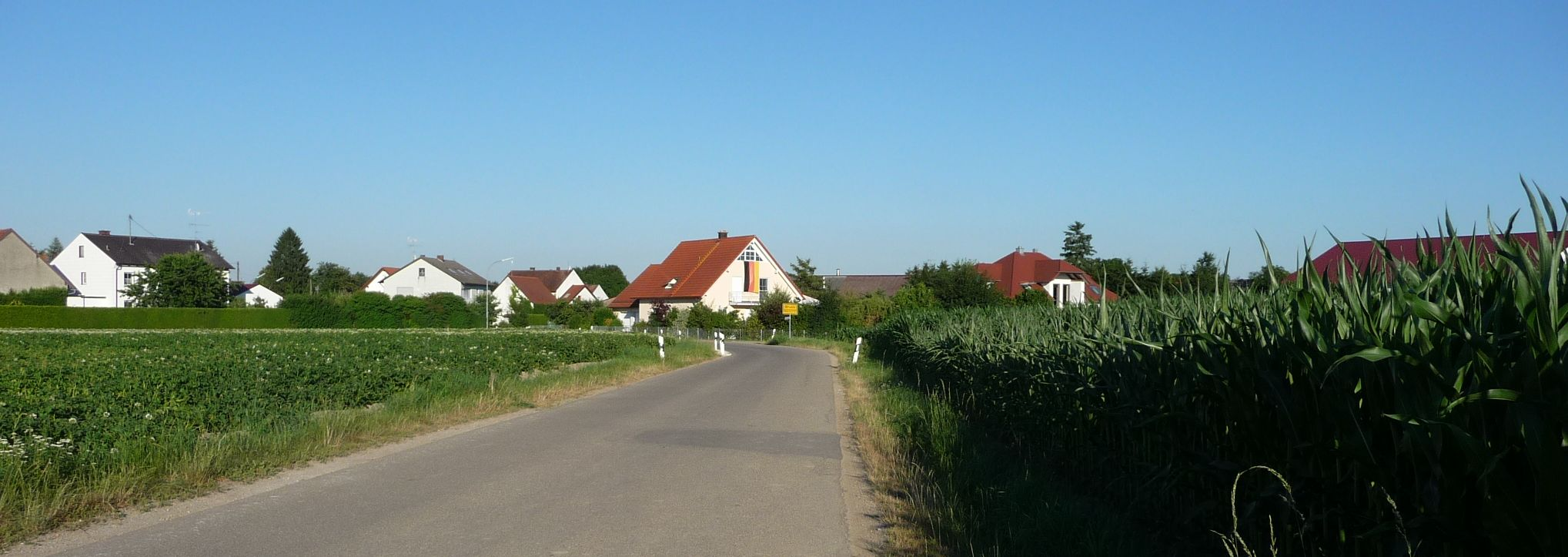
Blick auf Bruck von Westen

1274 wurde das Dorf im Saalbuch von Herzog Ludwig dem Strengen erstmals erwähnt als „großer Moos bei Bruck“. 1626 stand das Schloss unter der Administration von Rohrenfeld und war an einen Joseph Ostermeier von Bruck verpachtet. In einem Verzeichnis des Landgerichtes Neuburg steht geschrieben, dass auf dem Burghügel in Bruck ein altzerissenes Haus stand und darin ein armer Mann wohnte. Im Jahr 1633 wurden das Schloss und das gesamte Dorf von den Schweden niedergebrannt. Die Steine des Schlosses wurden zum Bau des Gestüts in Rohrenfeld verwendet.
Als erste Namen sind in den Jahren 1299 und 1345 Siegfried oder Seyfried Prugger und dessen Ehefrau Irmengard festgehalten. Weiter sind eine Reihe von Pruggern namentlich aufgeführt, so 1363 ein Jörg Brucker von Bruck. Am 1. Januar 1976 erfolgte die Eingemeindung in die Stadt Neuburg. Kleinere Gebietsteile mit etwa 20 Einwohnern wurden in die Gemeinde Karlshuld umgegliedert.
Am 31. Dezember 2008 zählte der Ort Bruck 507 Einwohner. Bruck gehört zur Pfarrei Zell. Dort befindet sich in der Pfarrkirche ein Grabstein aus dem Jahre 1453, der einem Heydrich Prugger gewidmet war.

## Kapelle Bruck

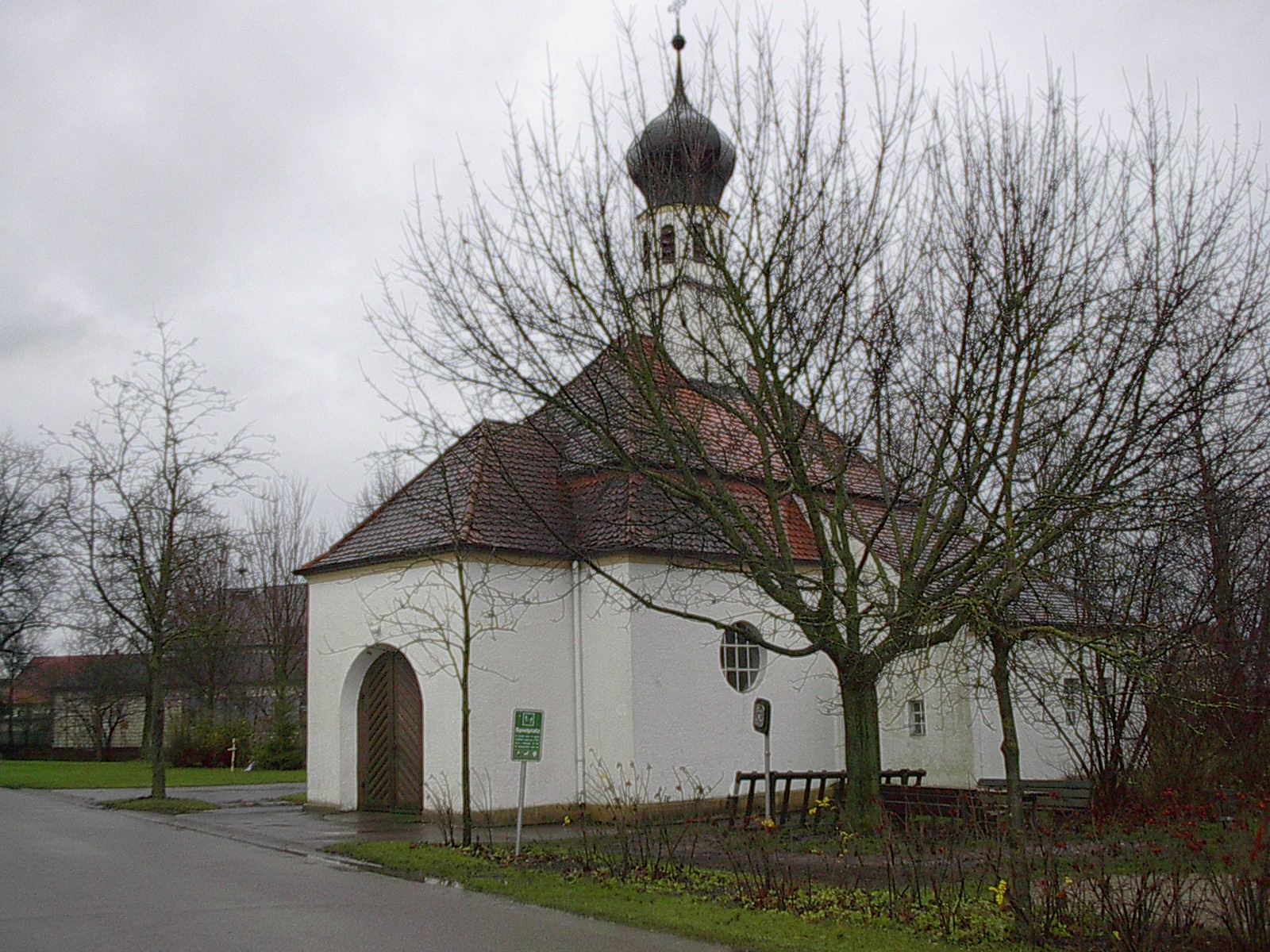
Kapelle Bruck

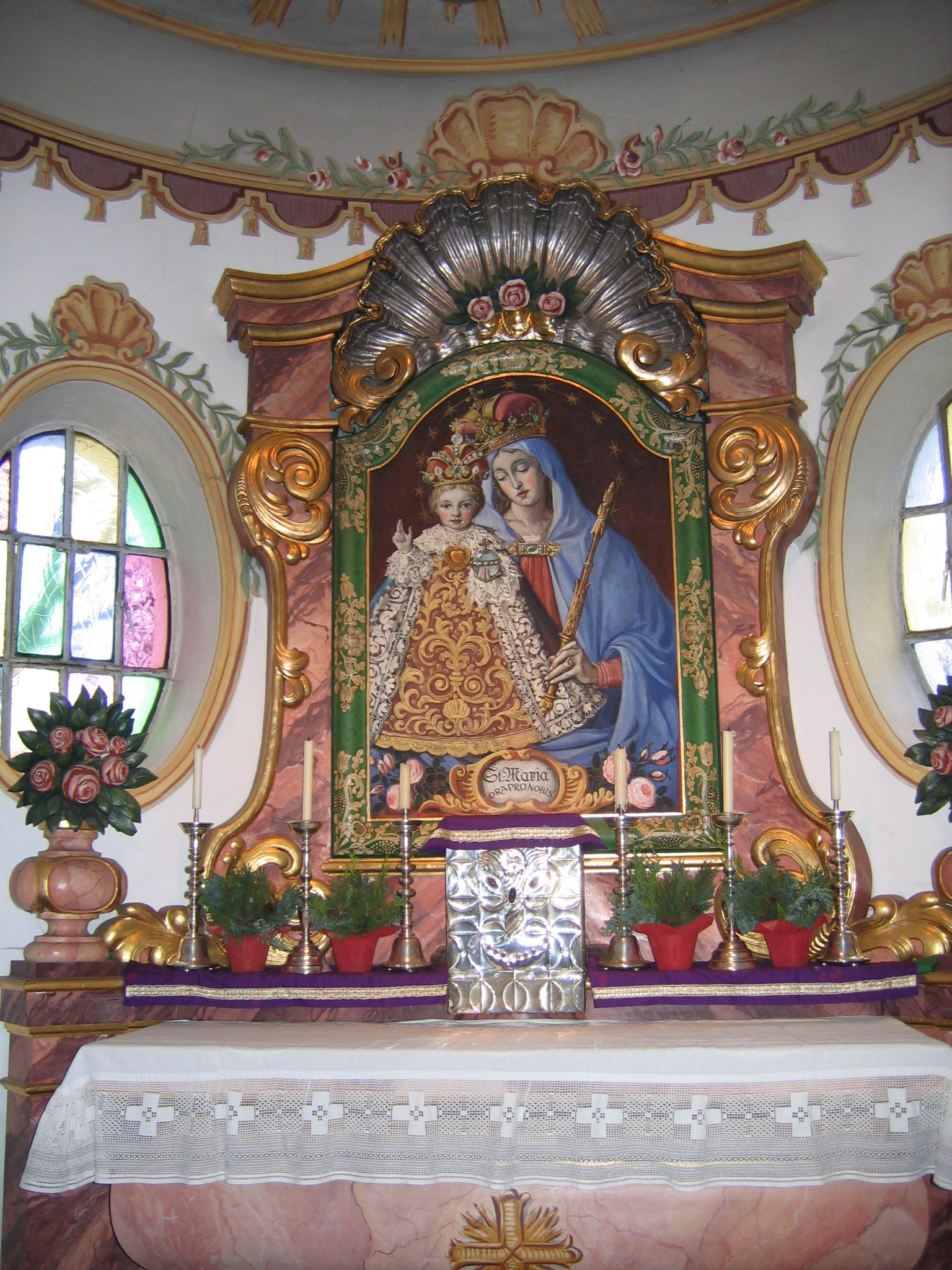
Der Altar

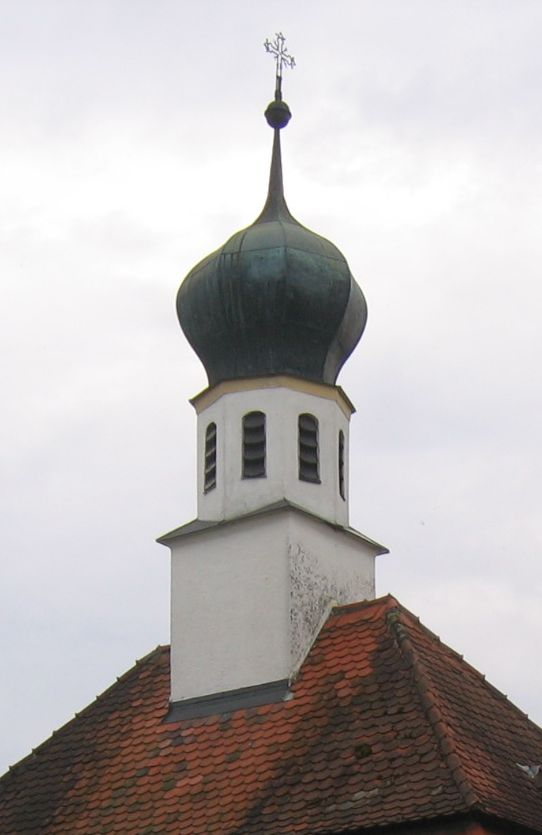
Im Turm der Kapelle befindet sich eine der ältesten Glocken im Landkreis

Der Ort Bruck war noch nie eine eigene Pfarrei, noch gab es hier einen eigenen Friedhof. Seit 1913 ist eine Kapelle das Wahrzeichen der einstigen Gemeinde.
Für die Entstehung des kleinen Sakralbaues war der in Bruck geborene Neuburger Brunnenmacher Johann Fahrmeier († 6. November 1905) mitverantwortlich. Sein Wunsch war es, in allernächster Nähe des Dorfes eine Kapelle zu errichten. Der Erbe Josef-Georg Fahrmeier wurde per Testament verpflichtet, 3000 Mark für die Errichtung einer Kapelle zu bezahlen, außerdem noch 300 Mark für zwei Glocken und 150 Mark für ein Eisengitter. Dies teilte der Testamentsvollstrecker der Gemeinde Bruck am 16. November 1905 mit. Zwei Tage später tauschte die Kommune die 3450 Mark in festverzinsliche Wertpapiere und gab noch weitere 300 Mark dazu.
Mehr als eineinhalb Jahre verstrichen, bis die ersten Baupläne entstanden, mussten jedoch nach dem Willen des Bauamtes abgeändert werden. Bis zum 16. Dezember 1907 hatten die Behörden den Bauplan genehmigt. Der zuständige Pfarrer Peter Karg wurde über das Bauvorhaben informiert. Er schrieb am 22. Januar 1908, dass er gegen den Bau nichts einzuwenden habe, jedoch bestand er auf die Einschränkung, dass in der Kapelle keine Messen gelesen werden dürften, um den Pfarrer zu entlasten. Der Gemeinderat entschied sich dem Wunsch des Pfarrers entsprechend für einen schlichten Bau.
Am 28. Januar 1909 war das Kapellenvermögen auf 6000 Mark angewachsen. Der bisherige Plan zum Bau der Kapelle wurde wieder verworfen und der Verein zur Volkskunst in München wurde beauftragt, einen neuen anzufertigen.
Pfarrer Karg lehnte dies am 21. Mai 1909 in einem Brief an das Ordinariat in Augsburg ab. Das Königliche Bezirksamt teilte den Bruckern am 6. Juni 1909 mit, dass es zum Bau keine Zustimmung gab, da die Mittel für die Inneneinrichtung nicht ausreichten. Trotz einer weiteren Spende der Raiffeisenkasse Zell in Höhe von 1200 Mark wurde weiterhin keine Genehmigung erteilt.
Am 26. Juli 1910 schritt das Königlich Bayerische Staatsministerium des Innern für Kirche und Schulangelegenheiten ein und schrieb an die Königliche Regierung in Neuburg: „Im Namen seiner Majestät des Königs, seine königliche Hoheit, Prinz Luitpold, des Königreich Bayerns Verweser, hat den vorgelegten Plänen für die Erbauung einer katholischen Kapelle in Bruck, Königl. Bezirksamt Neuburg, in ästhetischer Beziehung die allerhöchste Genehmigung allergnädigst zu erteilen geruht. Hiernach ist das weitere zu verfügen“.
In einer zweijährigen Bauzeit von 1911 bis 1913 wurde die Kapelle errichtet. Am 21. Juni 1912 wurde die Kapelle bis auf die Inneneinrichtung fertiggestellt. Da alle Gelder aufgebraucht wurden, nahm die Gemeinde zur weiteren Finanzierung von der Raiffeisenbank Zell 3500 Mark Darlehen auf.
Nach Abschluss des Bauvorhabens lehnte der amtierende Ortspfarrer Willibald Reisch es ab, den Kirchenbau abzunehmen. Am 8. Dezember 1913, also am Patrozinium Unbefleckte Empfängnis, wurde die Kapelle geweiht und ihrer Bestimmung übergeben.
1971 wurde die Außenfassade der Kapelle erneuert und 1975 durch den Kirchenmaler Georg Löhnert innen renoviert. Eigentümer der Kapelle war bis 1975 die Gemeinde Bruck. Durch Eingemeindung zur Stadt Neuburg ging auch zum 1. Januar 1976 die Kapelle dorthin über.

### Kapelle
Von Außen ist die Kapelle ein schlichter Bau. Im Inneren befindet sich der Altar und Gemälde. Der Sakralbau ist Maria Unbefleckte Empfängnis geweiht, was durch das Deckengemälde verdeutlicht wird.
Der Hochaltar zeigt Maria mit dem Jesuskind. An den vier Seiten befinden sich die Schutzpatrone: Sankt Wendelin als Viehpatron, im Hintergrund die Pfarrkirche St. Luzia von Zell; vor dem Kreuz kniend Sankt Isidor als Patron der Bauern, Sankt Sebastian als Schutzpatron gegen die Pest und der Heilige Leonhard als Patron der Pferde.
Auf der rechten Rückwand erinnert eine Gedenktafel an Haidrich Prugger, den einstigen Schlossherrn des Ortes. Der Architekt Franz Baumann und der Maler Karl Troll aus München verewigten sich durch einen Schriftzug.

### Glocken
Die ersten beiden Glocken aus dem Jahre 1913 mussten für Kriegszwecke abgeliefert werden. Sechs Jahre später erhielt der Turm eine Stahlglocke, die bis 1933 im Einsatz war. Die Pfarrei Zell schenkte daraufhin der Kapelle eine wertvolle Bronzeglocke aus dem Jahre 1506; die Inschrift ANNA DOMINI 1506 LAVCVS MARCVS MATHEVS YOHANNES. SEBASTIAN HAIS HANS., nennt die vier Evangelisten, als Gießer wird Hans Zotmann, Augsburg, vermutet. Im Zweiten Weltkrieg musste auch diese für Kriegszwecke abgeliefert werden. Da sie bei Kriegsende in einem Hamburger Glockenfriedhof lagerte, konnte sie wieder ausfindig gemacht werden und wurde an den Eigentümer 1946 zurückgeliefert.

## Rothheim

### Die Einöde

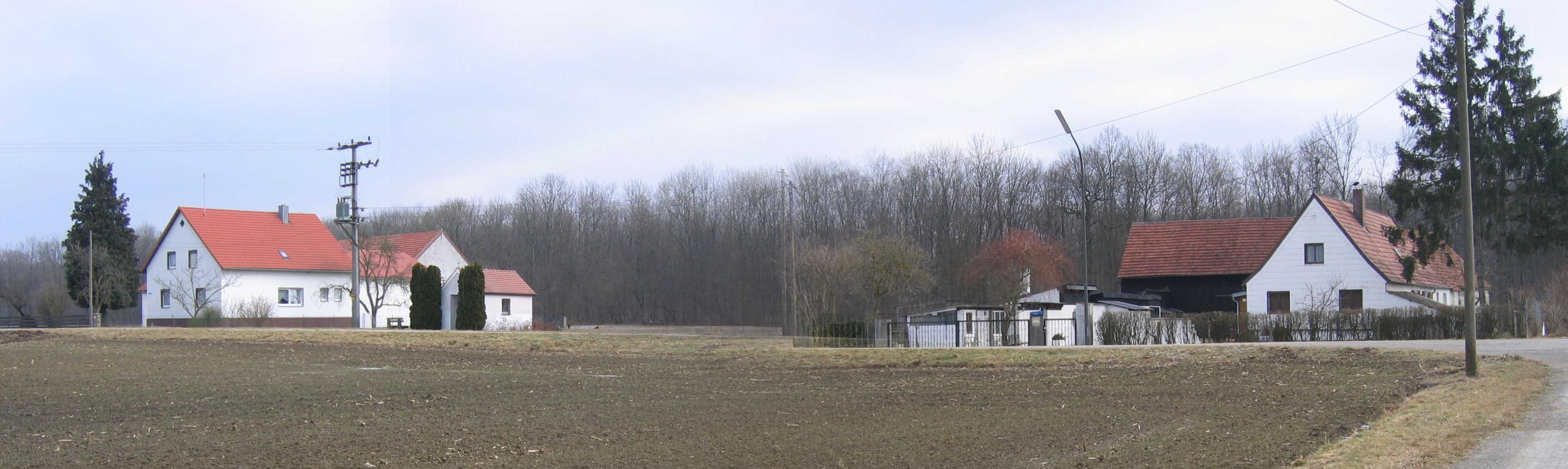
Der Weiler Rothheim am Brucker Forst

Der Rheinpfälzer Philipp Roth aus Dilsberg erhielt am 20. März 1806 die Erlaubnis, sich im Donaumoos anzusiedeln. Die Landesdirektion Neuburg hat ihm darauf in der Nähe von Bruck knappe acht Tagwerk Grund zugewiesen. Roth war strebsam, baute ein Haus, kaufte Vieh, außerdem musste er die Gründe erst kultivieren. Der Einöde wurde nach dem Siedler die Bezeichnung Rothheim gegeben.
Dem Siedler war nur ein kurzes Leben beschieden, er starb im Jahre 1809 und hinterließ seine Frau mit sechs unversorgten Kindern. Die Witwe heiratete ihren Knecht Michael Brox und ernährte sich weiter von der kleinen Landwirtschaft.
Heute zählt die Einöde zwei Anwesen. Rothheim kam mit der Gemeinde Bruck bei der Gebietsreform zum 1. Januar 1976 zur Kreisstadt Neuburg.

### Kapelle in Rothheim

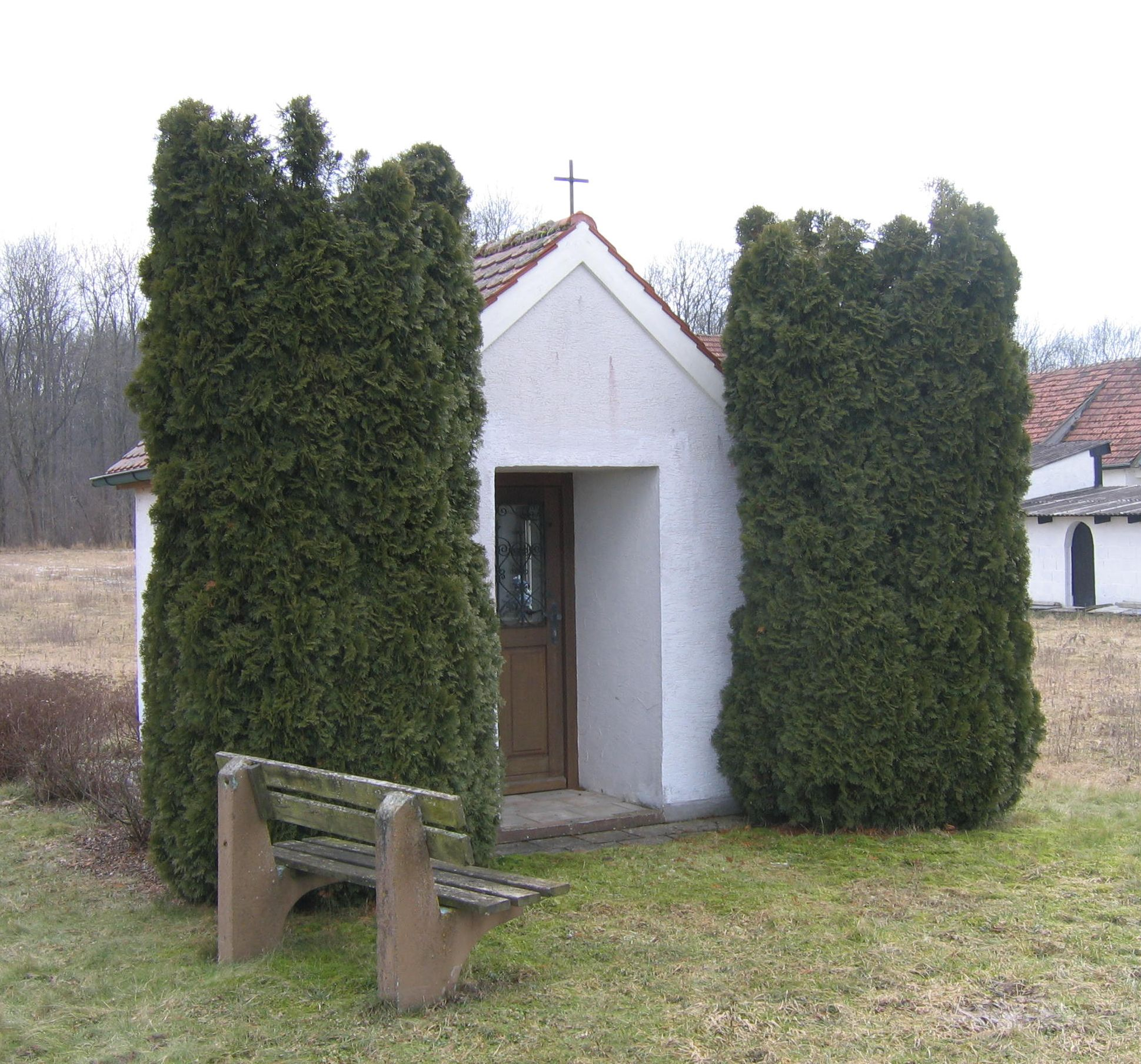
Kapelle des Weilers Rothheim

Viel älter als der Weiler Rothheim ist die dortige Maria-Hilf-Kapelle. Ihre Erbauung soll auf das Jahr 1535 zurückreichen. Die Wittelsbacher Generaldirektion hat als Stifterin die Gemahlin Susanne des Kurfürsten Ottheinrich von der Pfalz ausgewiesen. Damit wurde ein Gelübde erfüllt. Der Sage nach soll die Gräfin sich im Wald verirrt haben und kam an dieser Stelle wieder heraus. Susanne wurde am 2. April 1502 in München geboren und starb am 23. April 1543 in Neuburg an der Donau.
Nach knapp 460 Jahren war das Kleinod mehr als baufällig. Mit Unterstützung der Bewohner von Rothheim und einem Maurer wurde die Kapelle gerettet und ein neues Gesicht gegeben. Am 9. Oktober 1994 war die feierliche Übergabe mit einer kirchlichen Segnung. Heute finden dort jeweils am 13. des Monats Fatima-Andachten statt.

## Söhne und Töchter Brucks

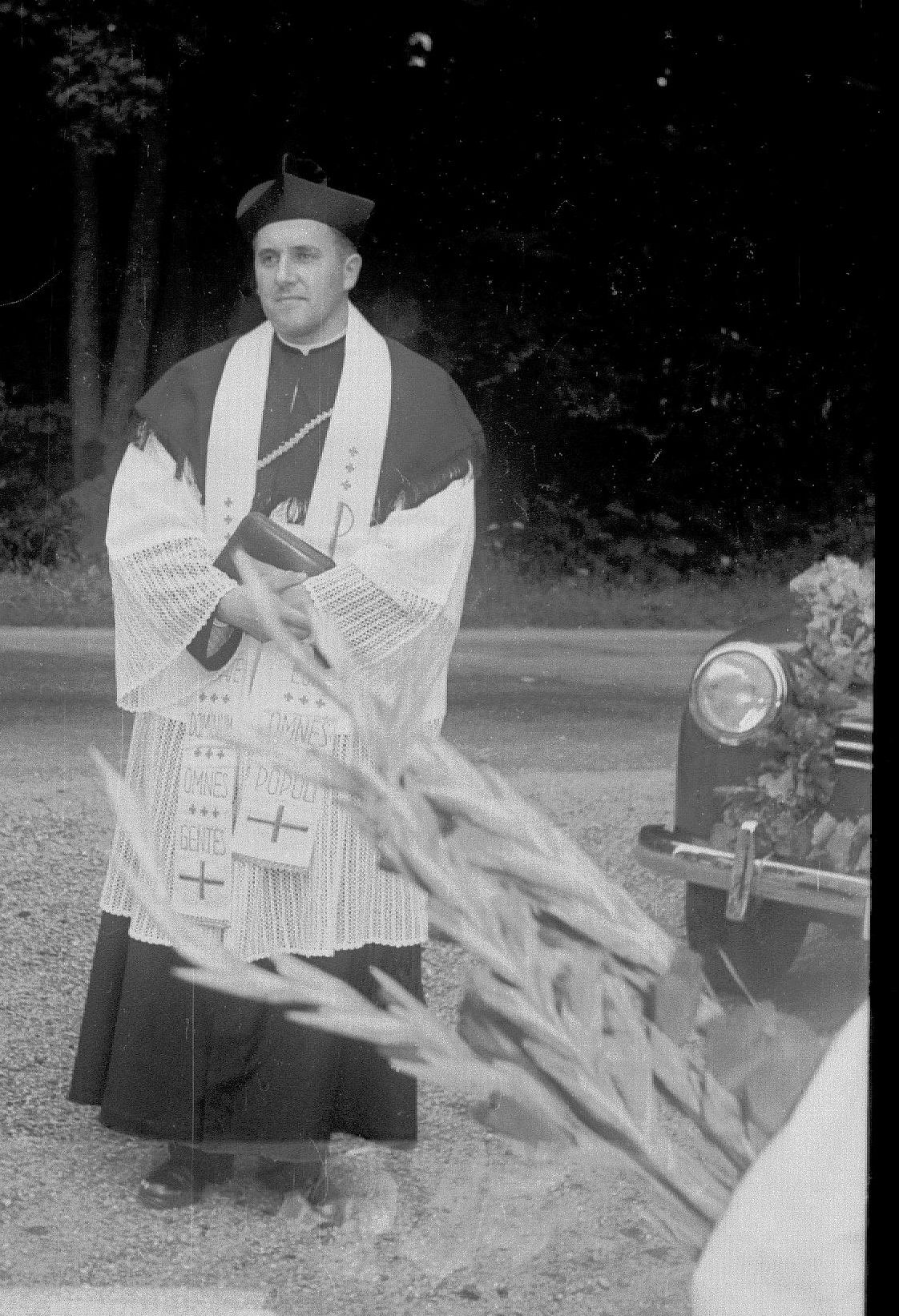
Ferdinand Raba (1959)

- Pater Ferdinand Raba (* 25. Mai 1923 in Bruck; † 28. August 2000[6] in Kufstein) war der erste Geistliche, der aus Bruck hervorgegangen ist. Am 12. Juni 1959 empfing er im Dom zu Salzburg durch Erzbischof Andreas Rohracher die Priesterweihe.
- Auch der Volksschauspieler, Moderator und Autor Winfried Frey stammt aus Bruck.

## Ehrenbürger der Gemeinde Bruck

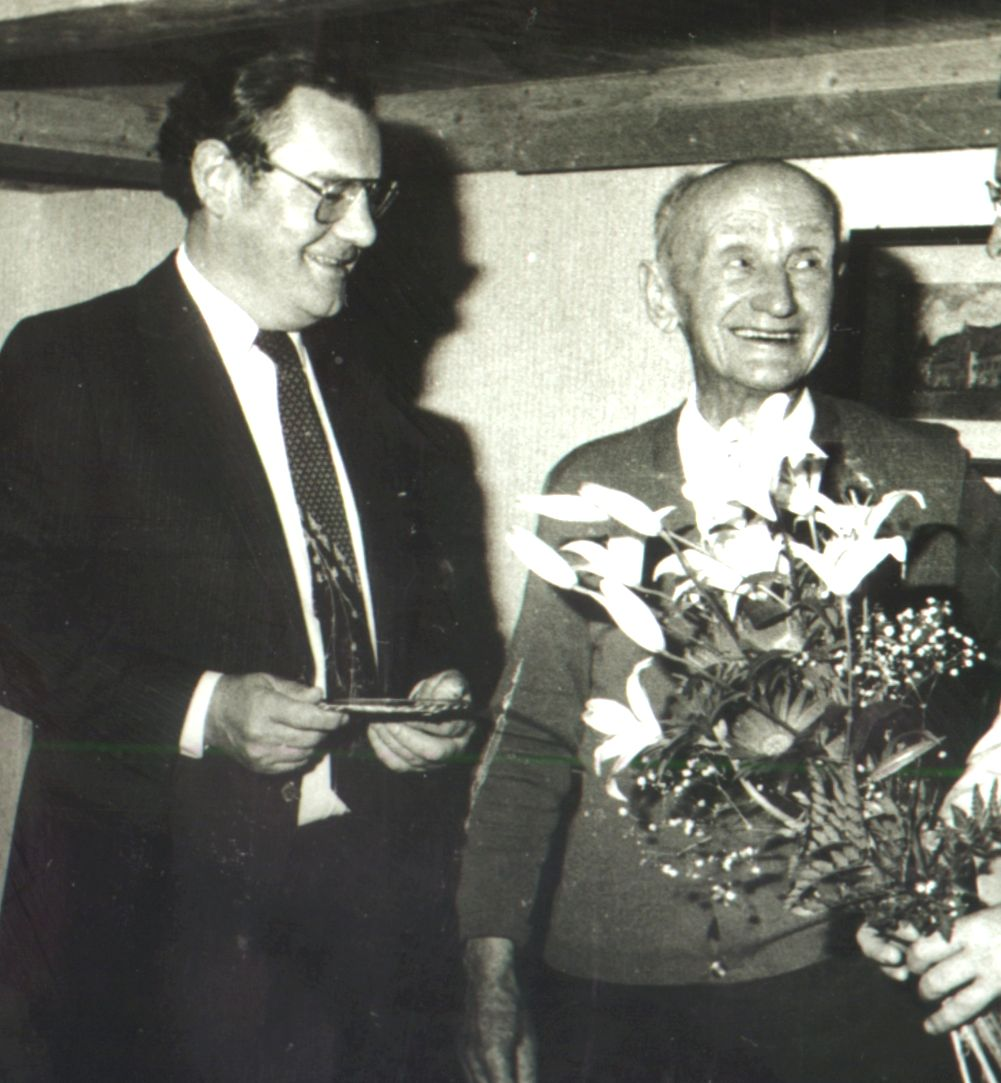
Richard Keßler (links) gratuliert Josef Mandlmeier zum 85. Geburtstag

### Josef Mandlmeier
Der ehemalige Bürgermeister wurde am 3. Juni 1899 in Bruck geboren und verstarb dort am 17. Oktober 1987. Dankbar zeigte sich die Gemeinde Bruck gegenüber dem verdienten Kommunalpolitiker. Einen Rekord an Bürgermeisterjahren schlug Josef Mandlmeier. Er leitete vom 1. Mai 1933 bis zum 30. April 1945 und vom 1. Mai 1956 bis 31. Dezember 1975, also bis zur Eingemeindung nach Neuburg und damit 31 Jahre die Geschicke der Kommune. Kein anderer brachte es in seiner Gemeinde auf so viele Bürgermeisterjahre. In dieser Zeit gab es viel zu bewältigen, vor allem in den Nachkriegsjahren. Mandlmeier erwarb sich auch großes Ansehen als Vorstand bei der Freiwilligen Feuerwehr sowie beim Krieger- und Soldatenverein. 1972 würdigte das Bayerische Innenministerium die Verdienste und überreichte die Bayerische Staatsmedaille in Bronze. 1976 bekam der Kommunalpolitiker das Bundesverdienstkreuz. Die Gemeinde Bruck ernannte ihn 1972 zu ihrem Ehrenbürger.

### Paul Eder
Der ehemalige Gemeinderat wurde 1901 in Bruck geboren und verstarb ebendort 1985. Der Kommunalpolitiker war von 1946 bis 1972 im Gemeinderat tätig und schied dann freiwillig aus. Er fungierte von 1946 bis 1966 als Zweiter Bürgermeister. 19 Jahre war Eder zugleich Kommandant der Freiwilligen Feuerwehr und 37 Jahre Vorsitzender des Schützenvereins. Er war sozusagen der Kulturreferent der Gemeinde. Für seine Verdienste wurde ihm 1972 die Ehrenbürgerurkunde überreicht.